# Distacco della retina
Il distacco della retina (ablatio retinae) è una patologia dell'occhio che si presenta in seguito al sollevamento della neuroretina dal tessuto epiteliale pigmentato.

## Descrizione generale
La neuroretina (costituita dai fotorecettori e tutte le cellule nervose che permettono la trasmissione del segnale visivo) aderisce allo strato dell'epitelio pigmentato, che permette il passaggio di materiali di nutrimento dalla sottostante coroide e la degradazione degli elementi esterni dei fotorecettori.
Le forze di trazione del corpo vitreo sulla retina (in particolare in corrispondenza delle zone di minore resistenza-aree degenerative regmatogene) provocano delle rotture; quindi si accumula del liquido al di sotto della neuroretina, che si solleva dall'epitelio pigmentato.
Se la retina, con le sue cellule nervose e i suoi fotorecettori, non viene più nutrita tramite il contatto con l'epitelio pigmentato, si arriva già dopo 48 ore a una perdita funzionale (parzialmente irreparabile) delle porzioni colpite. La retina può essere riattaccata all'epitelio mediante un'operazione chirurgica. La capacità visiva della retina coinvolta può migliorare; ma il tempo del distacco non deve essere eccessivo (il tessuto retinico non deve essere andato incontro a necrosi ossia a morte cellulare). Se non si ricorre a un intervento chirurgico entro brevissimo tempo, si incorre nel totale distacco e, quindi, nella cecità; si può ricorrere a un laser speciale solo se la diagnosi è precoce (trattamento con laser argon).

## Tipologia
A seconda della patogenesi, se ne distinguono diversi tipi:
- Distacco di retina regmatogeno (ha origine da una rottura nella retina che consente l'ingresso di liquido nello spazio sottoretinico)[1]
- Distacco di retina trazionale (a causa di trazioni esercitate sulla retina da parte del vitreo)
- Distacco di retina tradizionale (retinopatia diabetica proliferante)
- Distacco di retina secondario (sieroso da neoformazione sottoretinica)

## Sintomatologia empirica
Un distacco della retina si manifesta con una restrizione del campo visivo simile a quella di un sipario e, in caso di distacco della macula retinica, anche in una perdita della capacità di lettura dell'occhio coinvolto (perdita della visione centrale).
A lungo termine, se l'occhio interessato dal distacco retinico non viene operato, subentra il rischio di phthisis bulbi e, perciò, di perdita dell'occhio.
Sintomi che possono precedere un distacco retinico sono la comparsa improvvisa di lampi di luce (fosfeni) da trazione del corpo vitreo sulla retina (associati o meno a una rottura retinica) e/o la presenza di miodesopsie dovute alla disorganizzazione del gel vitreale che si stacca dalla parete oculare. Tali fenomeni vanno comunque attentamente valutati, in quanto possono essere legati ad altre cause soprattutto se non hanno avuto insorgenza improvvisa e persistono da tempo.

## Prevenzione
La forma di prevenzione più efficace è la visita oculistica periodica per il riconoscimento e, in seguito alla eventuale constatazione di presenza della patologia, la visita di controllo di aree degenerative regmatogene che vanno, in determinati casi, trattati con fotocoagulazione laser.
Gli oculisti consigliano ai gruppi a rischio, ovvero quelli con miopia elevata, lampi di luce o visione con corpi mobili vitreali, di evitare attività che comportino traumi o bruschi movimenti del capo e dell'occhio.